# Кобаясі Мару

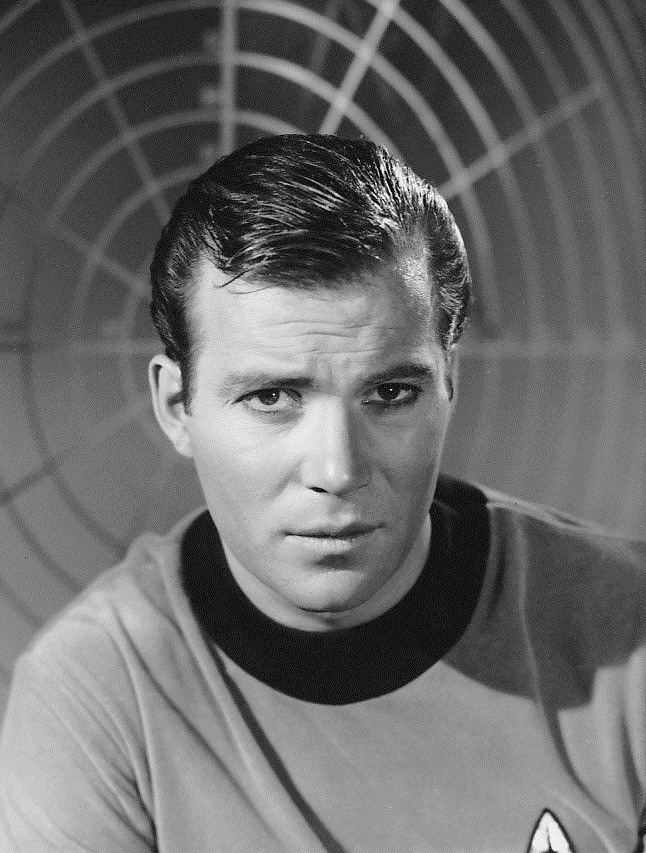
Фото Вільяма Шетнера у ролі Джеймса Кірка, першої особи, що змогла виграти тест «Кобаясі Мару».

Кобаясі Мару (англ. Kobayashi Maru) — вигаданий тест у всесвіті «Зоряного шляху», що моделює ситуацію зі свідомо програшним сценарієм і призначений для перевірки характеру курсантів академії Зоряного флоту Об'єднаної Федерацієї Планет. Умови тесту ставлять курсанта перед вибором врятувати групу цивільних, при цьому імовірно спровокувавши війну з сусідами, чи покинути їх на вірну смерть, уникнувши війни. «Кобаясі Мару» умисно не має правильного розв'язку в рамках поставлених умов. З часом його було замінено схожими тестами.
Тест отримав відгук в масовій культурі. Назва тесту використовується як загальна для безвихідних ситуацій. Зустрічається також цитування фрази Джеймса Кірка, єдиного курсанта, що пройшов тест в обхід встановлених правил і заявив: «Я не вірю в безвиграшні сценарії» (англ. I don't believe in the no-win scenario). Один з британських бізнес-аналітиків пояснював стратегію, засновану на самостійному перевизначенні ринкових правил, на прикладі «Кобаясі Мару», а професор інформатики Ренді Пауш, хворий на рак (і згодом він помер від нього), заявив, що в дитинстві він мріяв бути капітаном Кірком, і після цього отримав фотографію актора, який грав його роль, з підписом «I don't believe in the no-win scenario».

## Умови
Тестований курсант виступає в ролі капітана зорельота. Сам тест відбувається серед декорацій командного містка, де відібрані актори грають екіпаж.
Капітан отримує сигнал лиха від цивільного судна «Кобаясі Мару», корабля III класу під командуванням Кодзіро Банса. З'ясовується, що «Кобаясі Мару» натрапив на гравітаційну міну в Клінгонській Нейтральній Зоні, і вибух зруйнував систему життєзабезпечення корабля. Ніяких інших суден поблизу немає, вчасно прийти на допомогу може тільки зорельот курсанта. Але для цього доведеться влетіти до Нейтральної Зони, чим порушити домовленість з цивілізацією клінгонів і імовірно спровокувати їх на початок війни з Об'єднаною Федерацією Планет.
Якщо обрати рятувати «Кобаясі Мару» і порушити кордони, офіцер на містку радить не робити цього і кадет отримує шанс змінити своє рішення. Коли він продовжує політ, поряд з'являються клінгонські крейсери. Пройти непоміченим ніяким чином не можливо. Зв'язківець втрачає контакт з «Кобаясі Мару», тому що клінгони перехоплюють сигнал, не відповідають на спроби зв'язатися з ними і відкривають вогонь. Бій з клінгонами завжди закінчується поразкою.
Що відбувається, коли обирається покинути потерпілих, має різні варіанти в романах і відеоіграх за «Зоряним шляхом». Серед подальших подій відомі: бунт екіпажу зорельота курсанта через аморальність капітана; початок вторгнення клінгонів, які сприймають присутність полишеного «Кобаясі Мару» за провокацію; або на капітана лягає вина за смерть потерпілих без видимих негативних наслідків.

## Тест у всесвіті «Зоряного шляху»
Вперше тест «Кобаясі Мару» був представлений у фільмі «Зоряний шлях 2: Гнів Хана», де його проходила лейтенант Саавік. Вирішивши врятувати «Кобаясі Мару», вона увійшла в нейтральну зону, однак з'явилися клінгонські зорельоти, що завадили їй здійснити рятувальну операцію і змусили відступити. Вогонь клінгонів завдав кораблю Саавік критичні пошкодження, убивши більшу частину офіцерів на борту. Пізніше з'ясувалося, що Кірк також проходив цей тест, причому робив це три рази, і врешті-решт зумів «виграти», перепрограмувавши комп'ютер і заслуживши похвали від інструкторів за «оригінальне мислення».
Фільм «Зоряний Шлях: XI» (2009) показує як саме Кірк перепрограмував тест. У результаті внесених змін клінгонські силові щити в симуляції не ввімкнулися і не заблокували сигнал зорельота Кірка, що дозволило легко знищити п'ять клінгонських зорельотів і почати евакуацію «Кобаясі Мару».
Різні версії проходження тесту описані в декількох романах і відеоіграх, що відносяться до всесвіту «Зоряного шляху». За сюжетом серіалів клінгони проявляють все менше ворожості до людей, урешті-решт об'єднуючись з ними проти іншої раси, ромуланців. Це знаходить відображення в тесті «Кобаясі Мару», де роль ворогів все частіше починають виконувати ромуланці.